# Hyalella longispina
Hyalella longispina is een vlokreeftensoort uit de familie van de Hyalellidae. De wetenschappelijke naam van de soort is voor het eerst geldig gepubliceerd in 2002 door Gonzalez & Coleman.